# Raymond Kopa
Raymond Kopa, nato Kopaszewski ([rɛmɔ̃ kɔˈpa]; Nœux-les-Mines, 13 ottobre 1931 – Angers, 3 marzo 2017), è stato un calciatore francese, di ruolo centrocampista o attaccante.
Considerato come uno dei più forti calciatori francesi della storia nonché come uno dei migliori della sua generazione, occupa la 92ª posizione nella speciale classifica dei migliori calciatori del XX secolo pubblicata dalla rivista World Soccer e la 43ª posizione nell'omonima classifica stilata dall'IFFHS. Vincitore del Pallone d'oro nel 1958, è stato inserito in totale per sei volte tra i candidati alla vittoria del premio arrivando a raggiungere anche la terza e la seconda posizione rispettivamente nel 1956 e nel 1959.
Iniziò a giocare a calcio a livello dilettantistico nella squadra della città natale, il Nœux-les-Mines. Nel 1949 si accasò all'Angers, dove giocò due stagioni per trasferirsi successivamente allo Stade de Reims. Dal 1951 al 1956 con la compagine biancorossa vinse numerosi trofei e disputò la finale di Coppa dei Campioni contro il Real Madrid nell'edizione 1955-1956; qualche settimana dopo si trasferì proprio alla squadra spagnola. Giocò tre stagioni a Madrid in cui vinse tre volte la Coppa dei Campioni, due volte il campionato nazionale e una Coppa Latina. Dopo tre anni in Spagna decise di ritornare al Reims, dove terminò la carriera nel 1967.
Con la nazionale francese, Kopa disputò due edizioni del mondiale, quelle di Svizzera 1954 e Svezia 1958: arrivò terzo in quest'ultima, dove venne anche eletto miglior giocatore del torneo. Inoltre fu occasionalmente capitano della nazionale in sei partite. In totale, Kopa realizzò 18 reti in 45 partite tra il 1952 e il 1962.

## Biografia

### Infanzia e giovinezza
Nacque in una famiglia di minatori. I suoi nonni paterni migrarono dalla Polonia alla Francia nel 1919 insieme a quattro figli, tra cui il padre di Raymond, Franz, a quel tempo tredicenne. Quest'ultimo si stabilì nel dipartimento Pas-de-Calais, a Nœux-les-Mines, in una regione prettamente mineraria. I Kopaszewski preservarono la loro lingua e la loro fede cattolica, come fecero del resto gli altri circa 6 000 emigranti polacchi del dopoguerra, mentre i più giovani s'integrarono allo stile di vita francese. Anche sua madre Hélène era di origine polacca e originaria di una famiglia di minatori da almeno tre generazioni.
A scuola Kopaszewski ebbe delle difficoltà, e in merito a questo argomento si espresse così: «Non ero portato né per la matematica, né per la storia, né per il resto». Il suo insuccesso a scuola era causato anche da difficoltà linguistiche, visto che a casa sua si parlava polacco. A partire dai 5 anni Kopaszewski incominciò a interessarsi al calcio, giocandoci in ogni momento possibile: la mattina a scuola, il pomeriggio nel giardino dei genitori, la domenica durante l'intervallo delle partite della squadra locale e nelle riunioni di famiglia nella loro casa a Mazingarbe.
A otto anni, insieme ad alcuni amici polacchi, francesi e italiani, creò una squadra di calcio. La squadra si fece rapidamente una solida reputazione nel quartiere, e Kopaszewski si distinse particolarmente per i suoi dribbling; a undici anni infatti l'US Nœux-les-Mines lo integrò nella rosa. Durante la seconda guerra mondiale, dal 1940 al 1944, la parte settentrionale della Francia cadde sotto occupazione tedesca e dei soldati tedeschi requisirono un campo di calcio per giocare. Kopaszewski, con i compagni, approfittò della situazione per rubare un pallone ai soldati nemici e più tardi, riguardo a questo aneddoto, disse: «Alla nostra maniera, abbiamo quasi fatto un atto di resistenza, no?»

### Fuori dal campo

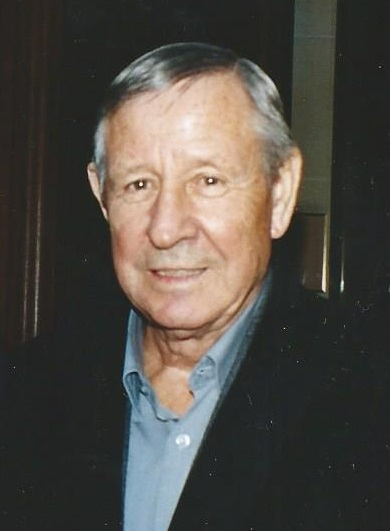
Kopa nel 2005

Kopa, intorno al 1954, incominciò a commercializzare il suo cognome: negoziò infatti un accordo con la marca di scarpe Noël per introdurre nel mercato delle scarpe col suo nome. Aumentò allora i prodotti a suo nome, aggiungendo articoli sportivi e indumenti per il tempo libero. Al ritorno dalla Spagna, agli inizi degli anni 1960, diresse un giornale e una tabaccheria e fu comproprietario di un hotel di Reims. Successivamente creò una propria marca d'abbigliamento sportivo, il gruppo Kopa. Conclusa la carriera sui campi investì nel gruppo amministrando egli stesso l'impresa. Lavorò fino al pensionamento avvenuto nel 1991.
Kopa si dimostrò un uomo di carattere sia dentro sia fuori dal campo. Insieme all'amico Just Fontaine condusse una battaglia per introdurre i contratti a tempo determinato nel calcio. Fino alla fine degli anni sessanta i calciatori potevano firmare solo contratti a tempo indeterminato, e di questa condizione Kopa, in un'intervista concessa a France Dimanche, disse che «i calciatori sono degli schiavi», e aggiunse che «oggi, in pieno XX secolo, il calciatore professionistico è il solo uomo che può essere venduto e comprato senza che si domandi il suo parere». Per queste dichiarazioni la Lega lo sospese per sei mesi con il beneficio della condizionale. Alla fine del 1961 un sindacato di giocatori creò l'UNFP e il contratto reclamato dal sindacato fu applicato al calcio francese a partire dal 1969.
Nel 1985 partecipò al Rally Dakar nel ruolo di copilota di Étienne Smulevici. I due gareggiarono su una Mitsubishi Pajero e ottennero il sessantacinquesimo posto.
Nel 1999 Kopa partecipò a uno spot televisivo realizzato da Passion Company per la compagnia di assicurazioni Norwich Union, nel quale il transalpino, su un campo da calcio, promuove la polizza Longue Vie.

### Vita privata
Ad Angers Kopa conobbe la cestista Christiane Bourrigault, con la quale si sposò il 28 luglio 1953. Ebbero un figlio, Denis, il quale morì per un linfoma il 15 febbraio 1963. Per molto tempo non conobbero la natura della malattia del figlio. Successivamente ebbero due figlie femmine, Nadine e Sophie. Nadine fu affetta da cancro al seno, venendo curata all'Istituto oncologico Gustave-Roussy. Questi episodi mobilitarono Kopa nella lotta al cancro. Nel 2008 decise di consegnare i diritti d'autore della ristampa della sua autobiografia Kopa par Kopa al suddetto istituto.
Dopo il ritiro dai campi ha vissuto ad Angers con la famiglia. Dall'inizio degli anni 2000 aveva iniziato a trascorrere otto mesi l'anno in una seconda casa a Pietrosella, in Corsica.

## Caratteristiche tecniche

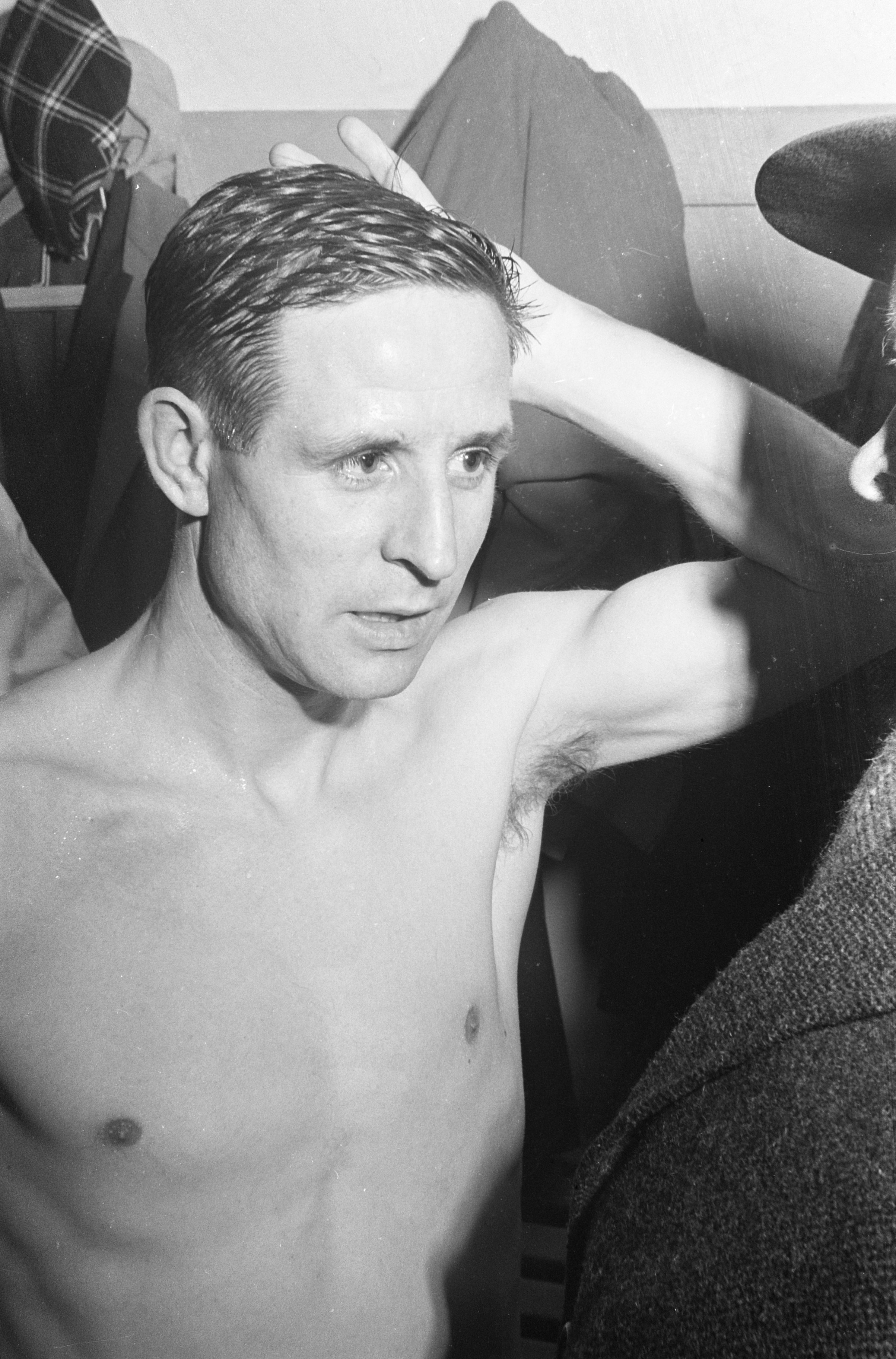
Kopa negli spogliatoi nel 1963

All'inizio della sua carriera Kopa era un centrocampista offensivo che custodiva il pallone e tentava spesso il dribbling. Albert Batteux lo descrisse come «secco, alacre, aspro». Era efficiente con la palla al piede nonostante la gravezza dei palloni di cuoio. Dopo la prima partita disputata con lo Stade de Reims la stampa spese parole di elogio per il giocatore. Quando Léon Glovacki si trasferì allo Stade de Reims nel 1952 Bram Appel passò sulla fascia destra d'attacco cedendo il suo posto centrale a Kopa. Non essendo un centravanti puro, Kopa arretrava per allontanarsi dai difensori e poter acquistare velocità e dribblare gli avversari. Malgrado la sua buona visione di gioco e la precisione di passaggi e tiri, si dimenticava di cedere il pallone ai compagni e lo si incolpava di rallentare il gioco. Le sue principali qualità furono quindi il dribbling, la sua intelligenza in campo e la sua polivalenza. In nazionale, dopo la partita contro la Jugoslavia fu oggetto di critiche e fu etichettato troppo piccolo e troppo egoista.

## Carriera

### Giocatore

#### Club

##### Da Kopaszewski a Kopa

###### Il Nœux-les-Mines e ilConcours de jeune footballeur
Incominciò a giocare per il club gialloblù a partire dall'età di quattordici anni assieme al fratello Henri, che era portiere. Nel 1945 cercò vanamente lavoro come apprendista elettricista per aspirare a un'occupazione migliore del minatore, ma nei due anni e mezzo successivi continuò a lavorare in miniera. Nell'ottobre del 1947, a seguito di una frana, si ruppe il pollice e l'indice sinistro, che vennero in parte amputati. Per questo ottenne una pensione mensile di 200 franchi e interruppe temporaneamente il lavoro alla miniera. Ritornò a lavorare nel 1949, ma essendo un giocatore della squadra locale ebbe un impiego meno rischioso, quello di calderaio.
Nel 1947 Jean Batmale divenne l'allenatore del club e aumentò l'allenamento del giovane di origini polacche sui dribbling e sulle finte. Il Nœux-les-Mines dominò il campionato giovanile e la Coppa del Nord, e Kopaszewski fu selezionato nella squadra regionale per la Coppa nazionale primaverile. La squadra fu eliminata perdendo per 6-3 con la selezione della Lorena, ma nella partita Kopaszewski segnò due gol.
Il seguente anno Batmale fu rimpiazzato da Constant Tison. La squadra primavera del Nœux-les-Mines si qualificò per la finale della Coppa del Nord, che venne disputata a Béthune. I gialloblù finirono il primo tempo sotto di tre reti, ma nella ripresa una tripletta di Kopa riportò la partita in parità e il Nœux-les-Mines vinse la coppa grazie al maggior numero di calci d'angolo ottenuti. Dopo l'ottima prestazione Tison decise di far giocare Kopaszewski in prima squadra nonostante non avesse ancora compiuto 17 anni. Nella prima partita, a Tourcoing, segnò il gol della vittoria.
Tison e Omer Hué, rispettivamente allenatore e direttore sportivo, fecero pressione sul giocatore affinché si candidasse al Concours du jeune footballeur del 1949. Nonostante fosse reticente Kopaszewski superò le selezioni di Béthune e poi di Lilla, qualificandosi per la finale che si svolse a Parigi. Dopo aver terminato la competizione mattutina (allo Stade olympique Yves-du-Manoir) all'undicesimo posto ed essersi qualificato per le prove pomeridiane, riuscì a rimontare fino al secondo posto; tuttavia sbagliò uno dei quattro rigori che doveva battere, e in quattro anni quello fu il primo rigore mancato. Vinse Jean Saupin, che staccò Kopaszewski di 0,75 punti.

###### Primo contratto professionistico con l'Angers (1949-1951)
Dopo il Concours de jeune footballeur sia l'Angers SCO sia lo Stade Reims s'interessarono al calciatore. Kopaszewski inizialmente rifiutò la prima offerta dell'Angers, volendosi trasferire al Reims, e i dirigenti del Nœux-les-Mines desideravano che il giocatore restasse una stagione in più per poi partire per Reims. Tuttavia il club della Champagne non presentò alcuna offerta, cosicché Kopaszewski, desideroso di lasciare la squadra, accettò la proposta ripresentatagli dai dirigenti dell'Angers. Dietro il pagamento di 100 000 franchi il padre di Kopaszewski accettò il trasferimento del figlio, che firmò un contratto semi-professionistico, mentre il club angioino gli promise di trovargli un impiego da elettricista.
Al suo arrivo al club bianconero l'allenatore Camille Cottin lo presentò dichiarando: «Non sarà più Raymond Kopaszewski, ma Raymond Kopa!» La squadra non trovò l'incarico di elettricista promesso alla firma del contratto, gli offrì quindi un contratto professionistico da 21 000 franchi mensili più degli incentivi.
La stagione 1949-1950 dell'Angers cominciò con una trasferta contro il Monaco. Kopa e la sua nuova compagine persero contro la squadra del suo ex allenatore Batmale. Nella prima partita in casa invece vinsero per 4-0 contro il Marseille II e Kopa fece una doppietta. Ciononostante la squadra angioina terminò quindicesima su diciotto posti e venne eliminata al quarto turno di Coupe de France dal Le Perreux. La formazione fece qualche sporadica buona prestazione, per esempio battendo per 1-0 al ritorno il Monaco grazie a una rete di Kopa, e Kopa realizzò una doppietta nel pareggio per 2-2 contro il Nîmes, squadra che sarebbe stata promossa.
La stagione successiva non fu migliore per la squadra bianconera, che terminò quattordicesima; Kopa fu il miglior cannoniere della compagine con otto reti. Il calciatore decise quindi di abbandonare l'Angers per una società con ambizioni superiori. L'allenatore del Reims Albert Batteux incominciò a interessarsi concretamente al giocatore dopo un'amichevole disputata il 15 aprile 1951 tra l'Angers e la formazione biancorossa, che terminò 4-4.
Kopa passò al Reims inizialmente in prova, disputando un'amcihevole contro la Nazionale spagnola allo Stadio Chamartin. Soddisfatti della prestazione del giocatore i dirigenti della squadra biancorossa iniziarono a trattare con il club angioino, che fissò un prezzo di 1 800 000. Mentre le negoziazioni continuavano Kopa partì per una tournée in Algeria con lo Stade Reims, dopo la quale i dirigenti del Reims accettarono il pagamento della somma stabilita dall'Angers. Kopa chiese un incentivo di 500 000 franchi, rispetto ai 300 000 proposti dal presidente della squadra, che dopo un iniziale rifiuto venne persuaso dall'allenatore Batteux a far diventare a tutti gli effetti Kopa un giocatore del Reims.

##### Nelle più grandi squadre d'Europa

###### Stade Reims (1951-1956)

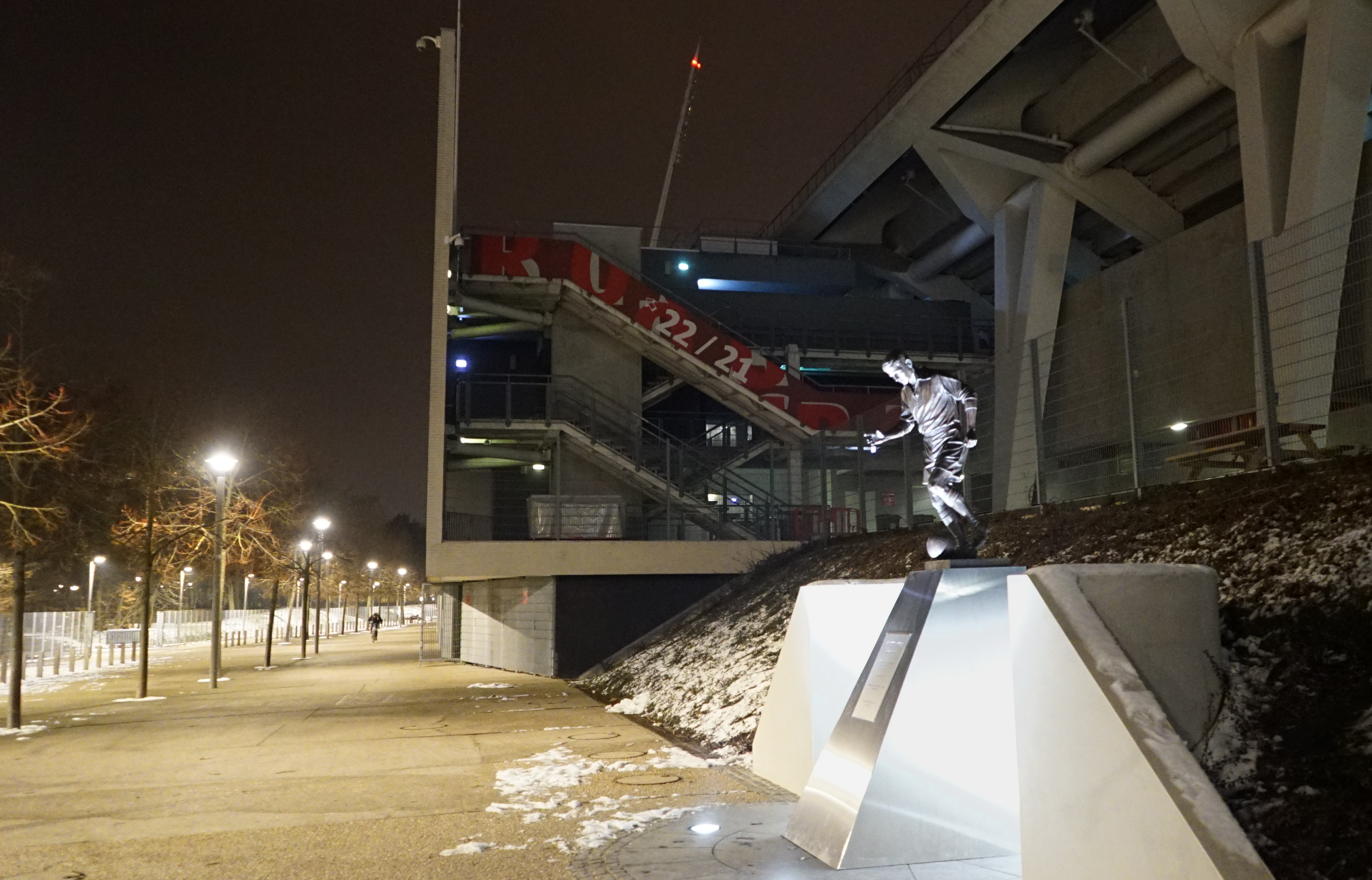
Statua dedicata a Kopa all'esterno dello stadio Auguste Delaune di Reims (2024)

Kopa sbarcò a Reims il 1º agosto 1951 dopo la tournée in Algeria. Al suo arrivo nella città fu ospitato dall'allenatore Batteux, poi trovò un posto insieme a Francis Méano e Antonio Abenoza in una pensione gestita dalla famiglia Allegretti, mercanti di biciclette in via Chanzy. Le amichevoli prestagione furono dominate dal Reims, che vinse la prima partita contro una formazione di Charleville e Mohon per 10-0 con una doppietta di Kopa e che in quattro partite totali mise a segno 32 gol, di 9 dei quali fu autore Kopa.
Kopa non scese in campo nella prima partita stagionale ed esordì nella successiva. Per rimediare all'assenza di Pierre Sinibaldi l'allenatore Batteux dapprima pensò di sostituire egli stesso il giocatore, infine tornò sui suoi passi e si affidò al giovane nuovo acquisto. L'esordio in prima divisione di Kopa fu quindi il 2 settembre 1951 contro lo Strasburgo, in un incontro che terminò a reti inviolate. L'11 novembre il Reims andò in trasferta a Parigi contro il Racing Club de Paris. Nella vittoria per 5-2 del Reims ci fu spazio anche per una rete di Kopa che la stampa definì magnifica, esprimendo parole di apprezzamento per il ragazzo. Tra le gare più rilevanti della stagione è da segnalare la vittoria per 8-1 contro il Marsiglia, nella quale Kopa realizzò una tripletta. A fine stagione furono 8 i gol totalizzati dall'attaccante e il Reims si posizionò quarto.
La stagione successiva fu ancora migliore della precedente. Con l'arrivo di Léon Glovacki Kopa passò al centro, leggermente arretrato rispetto a Glovacki e Bram Appel che occupavano le corsie d'attacco. Il Reims ottenne due successi: il campionato e la Coppa Latina, che vinse superando per 2-1 in semifinale il Valencia a Porto e per 3-0 in finale il Milan a Lisbona.
L'inizio del campionato successivo fu marcato dalla morte per incidente stradale di Francis Méano sulla strada nazionale 51. Kopa saltò la prima partita stagionale contro il Metz ma partecipò al successivo contro il Sochaux. Segnò in totale tre gol in trentatré presenze, e la squadra perse il campionato per un punto rispetto al Lille e venne eliminata in coppa nazionale dal Marsiglia. L'unico successo fu in Coppa Charles Drago contro il Lille al Parc des Princes.
Kopa divenne nuovamente campione di Francia nella stagione 1954-1955. Il giocatore raggiunse per la seconda volta in carriera la doppia cifra in un'unica stagione con undici gol. Kopa segnò per la prima volta anche in coppa nazionale, due reti che tuttavia non impedirono alla squadra della Champagne di essere eliminata agli ottavi di finale dal Lille.
Nella stagione 1955-1956, l'ultima prima del trasferimento di Kopa a Madrid, la squadra terminò decima in classifica. L'attaccante fece cinque gol in trenta presenze in campionato e quattro gol in cinque presenze in coppa nazionale. Nella stessa stagione il Reims fu scelto per partecipare all'edizione inaugurale della Coppa dei Campioni. La squadra raggiunse la finale dopo tre vittorie contro l'Aarhus, il Vörös Lobogó e l'Hibernian, ma perse l'ultima gara contro il Real Madrid per 4-3. Kopa non segnò nessun gol nella competizione nonostante le sette partite giocate.
Le qualità calcistiche di Kopa furono presto contese dalle più grandi squadre europee. Il Milan si interessò per primo al giocatore, che tuttavia fu venduto al Real Madrid nel 1956 di fronte a un'offerta di 520 000 franchi, che il presidente Henri Germain reinvestì per comprare Roger Piantoni, Jean Vincent e Just Fontaine.

###### Real Madrid (1956-1959)

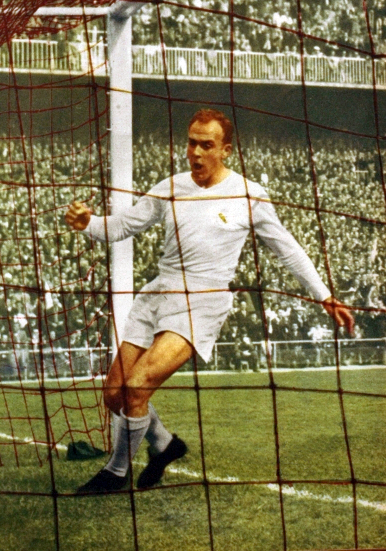
Di Stéfano scansò Kopa dal ruolo centrale nell'attacco del Real Madrid

Kopa si stabilì a Madrid con la famiglia nell'agosto 1956. Non poté giocare in prima squadra dall'inizio poiché dovette aspettare per problemi burocratici che Alfredo Di Stéfano fosse naturalizzato spagnolo, e nell'attesa giocò con la squadra riserve. La prima partita con la maglia del Real fu un'amichevole contro il Sochaux organizzata il giorno della presentazione di Kopa al pubblico dello Stadio Chamartín. L'incontro terminò 14-1 con tre reti realizzate dal francese.
Il giocatore francese fu inizialmente schierato come ala destra, tuttavia, dopo la sconfitta per 0-4 contro i rivali del Barcellona fu posizionato centralmente in attacco per la stracittadina con l'Atlético. Il cambiamento di posizione fu positivo per la squadra che vinse con cinque reti di scarto, due delle quali di Kopa. Fu successivamente riportato alla posizione originaria cedendo il posto a Di Stéfano, giocatore molto apprezzato da Kopa. I blancos a fine stagione riuscirono a conquistare il titolo con cinque punti di vantaggio sull'inseguitrice, e questo fu il primo campionato spagnolo vinto da Kopa. Lo stesso anno il Real vinse la seconda Coppa Campioni battendo in finale la Fiorentina per 2-0, e Kopa fu il primo transalpino a trionfare in questa competizione. Terminò quindi con trenta presenze e otto reti fra campionato e coppa.

Le formazioni per la finale di Coppa dei Campioni 1959

La successiva stagione 1957-1958 vide la squadra spagnola confermarsi in entrambe le competizioni, distaccando in campionato di tre punti l'Atlético Madrid e vincendo per la terza volta consecutiva la Coppa dei Campioni: in finale contro il Milan gli spagnoli prevalsero grazie a una rete ai supplementari di Gento. Kopa contribuì al raggiungimento di questi successi segnando complessivamente 11 gol in 34 partite. Dopo questo trionfo Santiago Bernabéu autorizzò il calciatore a unirsi alla sua nazionale per l'imminente campionato del mondo 1958. Il dirigente Saporta, inviato in Svezia per scovare il miglior talento della rassegna iridata, commentò: «Non possiamo acquistare il miglior calciatore del mondiale poiché l'abbiamo già. È Raymond Kopa». Le sue prestazioni, sia con il Real Madrid sia con la selezione francese, gli agevolarono la vittoria del pallone d'oro del 1958 davanti al tedesco Helmut Rahn e all'ex compagno di squadra Just Fontaine.
Dopo il torneo intercontinentale, Kopa si prese delle vacanze trascorrendo il tempo in Corsica e ad Angers. I dirigenti madridisti proposero all'attaccante un rinnovo di contratto per cinque anni, con un salario di venti milioni di franchi l'anno; lui rifiutò firmando solamente per un'altra stagione, non volendo trascorrere altri cinque anni in un paese straniero. L'ultimo campionato spagnolo di Kopa non fu vinto dal Real, che venne scalzato dal Barcellona; le merengues si rifecero vincendo la quarta Coppa dei Campioni consecutiva. In finale, contro lo Stade Reims, Kopa non giocò al meglio delle sue condizioni dopo aver preso un colpo al ginocchio in un contrasto con Jean Vincent. Al termine della stagione Kopa lasciò la squadra per ritornare a quella precedente: lo Stade Reims.

###### Ritorno a Reims (1959-1967)
Tra la partenza di Kopa per Madrid e il suo ritorno lo Stade Reims aveva mutato notevolmente i componenti della rosa, tanto che l'attaccante ritrovò come compagni di squadra solo Giraudo, Jonquet, Jacquet, Leblond e Siatka, nonché l'allenatore Batteux. A questo gruppo si erano aggregati altri giocatori quali Colonna, Wendling, Rodzik, Muller, Fontaine, Piantoni e Vincent.  La squadra si rivelò alquanto prolifica mettendo a segno 109 reti, e Kopa realizzò il proprio record di gol in una stagione: 14 marcature in 36 apparizioni gli valsero il premio di miglior giocatore della competizione insieme alla sesta posizione nella classifica del Pallone d'oro. Nella stagione successiva il Reims non riuscì a confermarsi campione di Francia, né trovò fortuna in Coppa dei Campioni, dove si fermò agli ottavi di finale perdendo contro il Burnley.

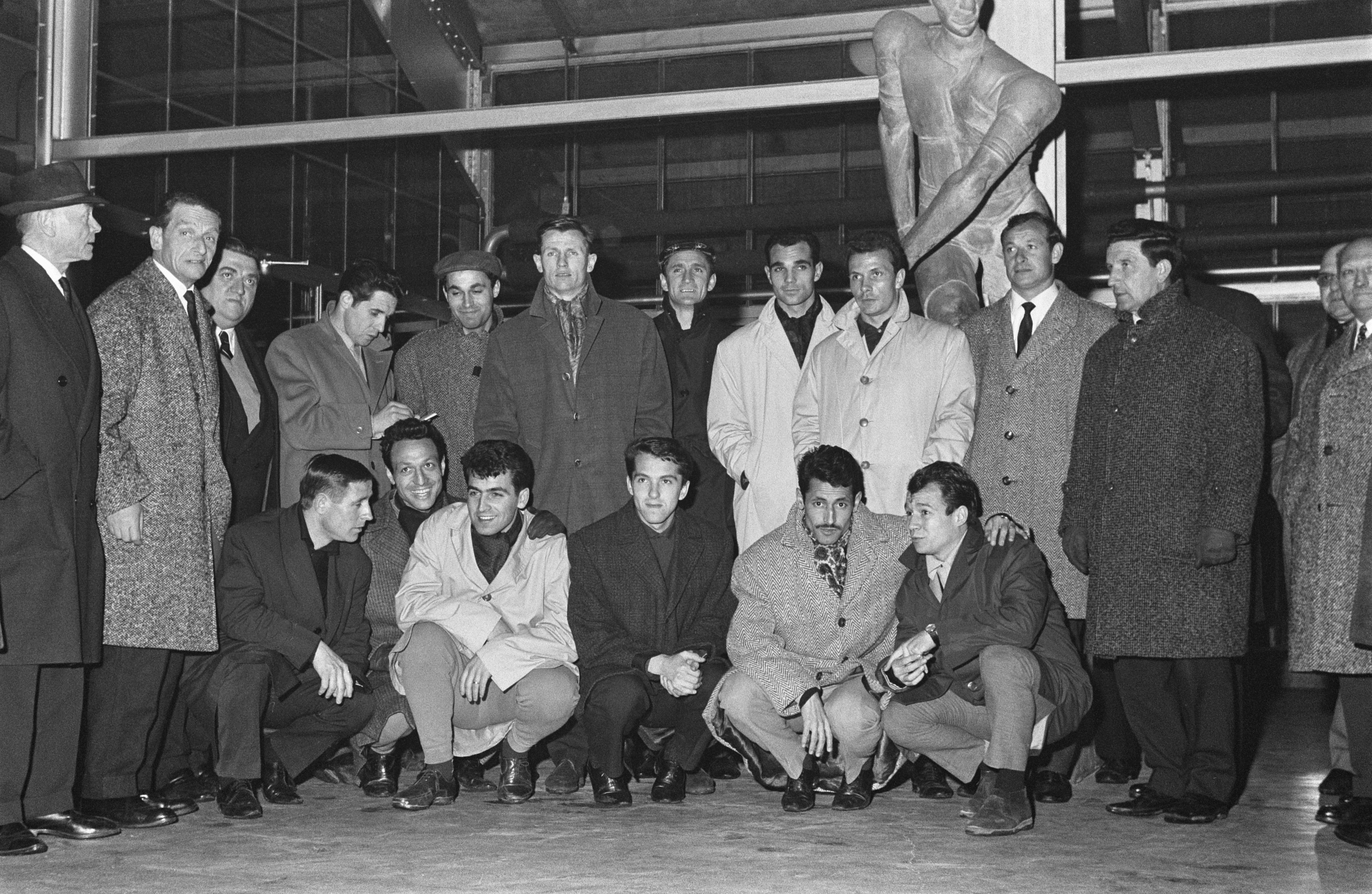
Kopa (accosciato, primo da sinistra) in trasferta a Rotterdam con lo Stade Reims nel 1963

L'edizione 1961-1962 fu l'ultimo campionato francese vinto da Kopa: il Reims terminò a pari punti col RC Parigi e prevalse grazie alla media gol, superiore di pochi decimi, mentre Kopa marcò solamente due reti. L'annata seguente per il giocatore fu ancora meno prolifica, con un solo gol segnato, ma il Reims si classificò secondo alle spalle del Monaco. Il campionato 1963-1964 fu invece un disastro per la squadra di Kopa, che terminò penultima con il peggior attacco del torneo e retrocesse in serie cadetta. Kopa decise di rimanere a Reims per tentare la promozione, che sarebbe arrivata due anni dopo, nel 1966. L'attaccante terminò l'attività calcistica professionistica l'11 giugno del 1967, a 35 anni.

#### Nazionale

##### Prime partite
Kopa fu inizialmente selezionato per un incontro fra rappresentative giovanili tra Francia e Paesi Bassi. Il personale della nazionale transalpina tuttavia si accorse che Kopa, figlio di polacchi, non era ancora un cittadino francese, cosicché l'attaccante dovette attendere la maggiore età, allora stabilita a ventun anni, per scegliere la cittadinanza francese e avere la possibilità di giocare in nazionale.
Giocò la prima partita con la nazionale B il 20 aprile 1952 contro la Saarland. Fece una buona prestazione che gli permise di essere convocato con la nazionale Under-21 per una gara vinta 7-1 contro l'Inghilterra, in cui Kopa segnò la prima e l'ultima rete della partita. Si guadagnò così un posto nella nazionale maggiore, con la quale esordì il 5 ottobre 1952 a Colombes contro la Germania.

##### Mondiale 1954

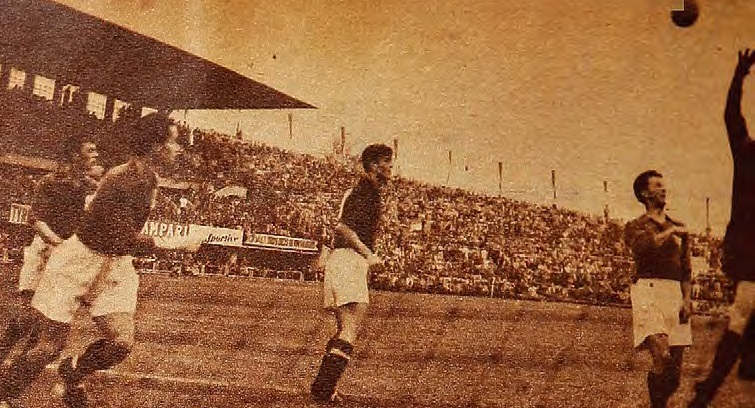
La gara tra Jugoslavia e Francia al mondiale 1954

La Francia ottenne senza problemi la qualificazione al mondiale e Kopa segnò anche una rete, contro il Lussemburgo.
Nella fase di preparazione alla rassegna iridata è ricordato un aneddoto relativo alla mattina del 3 giugno 1954, quando la nazionale francese si recò a Divonne-les-Bains per un allenamento che non si svolse nel migliore dei modi, per via di un certo atteggiamento festaiolo dei giocatori; alcuni di essi furono perfino meno veloci del massaggiatore della squadra, Louis Haunaut, nelle prove di corsa.
Nella fase finale del mondiale la nazionale francese trovò nel proprio gruppo Jugoslavia, Messico e Brasile, anche se non dovette affrontare quest'ultima poiché erano entrambe teste di serie.
Il 16 giugno a Losanna i francesi vennero battuti dagli jugoslavi grazie a un gol di Miloš Milutinović al 15'. Kopa, dopo questa partita, fu aspramente criticato: all'uscita dello spogliatoio un uomo insultò i giocatori francesi e, in particolare, disse all'attaccante di tornarsene in miniera.
Tre giorni dopo, a Ginevra, la Francia sperò in uno spareggio, che si sarebbe potuto verificare solo in caso di vittoria contro il Messico e di una sconfitta della Jugoslavia. I giocatori francesi ottennero la vittoria per 3-2, con Kopa che segnò a due minuti dalla fine il gol del definitivo vantaggio su calcio di rigore, ma Brasile e Jugoslavia pareggiarono 1-1 estromettendo quindi i Bleus dalla competizione.

##### 1954-1958
Nelle successive amichevoli Kopa realizzò buone prestazioni, marcando anche una doppietta contro il Belgio; dopo la partita l'allenatore Jules Bigot rassegnò le dimissioni e fu sostituito da Albert Batteux.
La prima partita del nuovo commissario tecnico fu contro la nazionale spagnola. Quest'ultima era data per favorita e passò infatti in vantaggio, ma la Francia con un gol e un assist di Kopa riuscì a vincere l'incontro. La stampa fu impressionata dal giocatore francese e così pure i dirigenti madrilisti, che lo avrebbero ingaggiato due anni dopo. Il giornalista inglese Desmond Hackett soprannominò Kopa il Napoleone del calcio. Kopa marcò una rete anche nelle partite con Svezia e Inghilterra, mentre il rigore segnato con la Svizzera fu il quarto gol consecutivo in nazionale. La partita successiva fu la prima tra Unione Sovietica e Francia: allo Stadio Dinamo di Mosca l'incontro si concluse 2-2 e la nazionale transalpina continuò una striscia d'imbattibilità che durava da un anno e mezzo. Dopo una rivincita contro la Jugoslavia e una sconfitta contro il Belgio, Kopa disputò la sua ultima partita in nazionale prima della successiva Coppa del mondo a Bologna contro l'Italia. L'incontro, giocato sotto la neve, terminò a favore degli Azzurri per 2-0.

##### Mondiale 1958
In questa edizione del mondiale la Francia ritrovò nel gruppo la Jugoslavia, insieme a Paraguay e Scozia. Il formidabile quartetto offensivo francese composto da Wisnieski, Piantoni, Vincent e Kopa divenne un quintetto quando si aggiunse Fontaine, reduce da un'annata da capocannoniere al Reims. L'intera formazione si giovò del clima scandinavo, trovando morale e un'idonea forma fisica.
La prima partita, contro i paraguaiani, fu vinta facilmente per 7-3 con Kopa in gol. A seguito della sconfitta per 3-2 contro la Jugoslavia, i Bleus si trovarono nella situazione di dover obbligatoriamente vincere per qualificarsi, e infatti ottennero il successo contro la Scozia.
I quarti di finale contro l'Irlanda del Nord furono agevolmente superati con una vittoria per 4-0, ma, nonostante Kopa ritenesse la sua squadra una delle migliori del torneo, la corsa al titolo venne arrestata dalla selezione brasiliana che si impose per 5-2. Nella partita Kopa realizzò un assist per Fontaine per il temporaneo pareggio, ma la nazionale transalpina crollò definitivamente dopo che Robert Jonquet si ruppe il perone in uno scontro con Vavá, lasciando i compagni in inferiorità numerica. La Francia si consolò con il terzo posto strappato ai campioni uscenti della Germania Ovest per 6-3. Protagonista dell'exploit francese fu Fontaine, il quale siglò il record di reti in una singola edizione. L'attaccante spiegò la sua prolificità come una conseguenza della profonda intesa con Kopa, con cui si divertiva a giocare insieme.

##### Gli ultimi anni

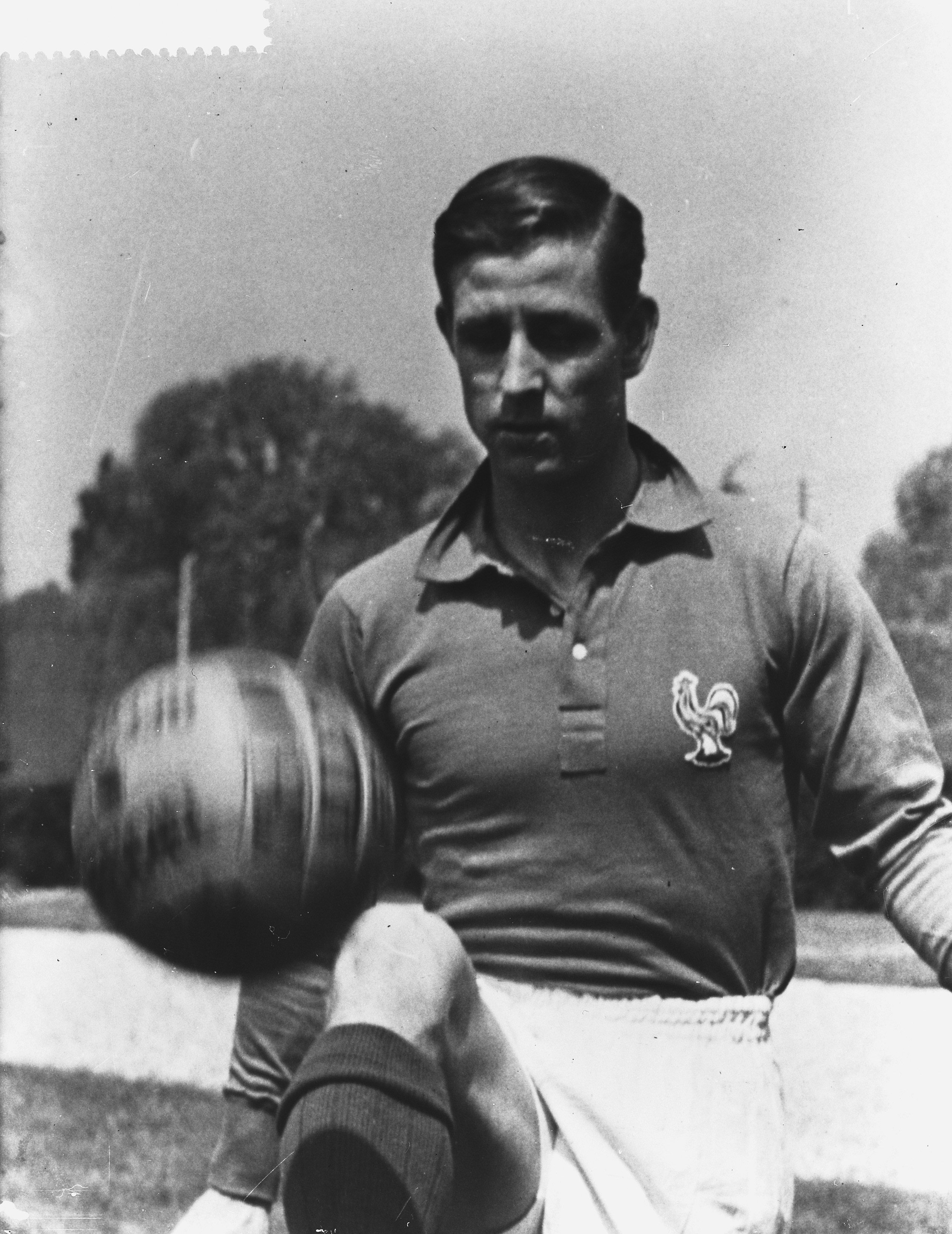
Kopa in palleggio con la maglia della Francia nel 1960

Successivamente al mondiale svedese, Kopa giocò un paio di amichevoli, capitanando anche la squadra contro il Belgio, ma l'attaccante non fu disponibile per la prima edizione del campionato europeo a causa di dolori alle caviglie. Nel 1962 Batteux abbandonò l'incarico di allenatore che passò a Henri Guérin, mentre selezionatore divenne Georges Verriest.
Nell'ottobre del 1962 Verriest selezionò Kopa per una partita di qualificazione al Campionato europeo del 1964 contro l'Inghilterra; Kopa fece una buona prestazione e la Francia pareggiò 1-1. Il giocatore saltò la successiva partita con la Germania Ovest, poi disputò contro l'Ungheria ma, preoccupato per la malattia del figlio, giocò male e la Francia perse. Per la prestazione scadente il calciatore non fu criticato solo dalla stampa, ma anche dal selezionatore Verriest. Il giocatore rispose che il mercoledì successivo (nell'incontro di Coppa dei Campioni contro l'Austria Vienna) avrebbe dimostrato di meritare la nazionale. Kopa fece una prestazione eccellente e il Reims vinse per 5-0. Dopo tale incontro fu convocato per una partita d'allenamento contro lo Standard Liegi, con i francesi che superarono la compagine belga ma non convinsero. Successivamente all'incontro si decise di allontanare Kopa dalla squadra.
Sotto pressione da parte del popolo francese che voleva nuovamente l'attaccante in nazionale, Verriest lo selezionò per un incontro con la Bulgaria. Prima di accettare la convocazione Kopa volle un colloquio con Verriest, presenziato anche dall'allenatore Guérin, in cui il giocatore chiese al selezionatore di ritirare le critiche dispensate nei suoi confronti; al rifiuto di Verriest Kopa abbandonò la nazionale. Dopo l'incontro Guérin disse alla stampa che il fallimento della discussione era dipeso da Kopa e che il calciatore aveva oltretutto denigrato i compagni di squadra, anche se successivamente l'allenatore sarebbe ritornato sulle sue parole. Dopo la qualificazione della nazionale al campionato europeo, i giornali titolarono: «La Francia ha vinto, Kopa ha perso». La sua ultima partita ufficiale coi Bleus rimase quindi quella contro l'Ungheria.

### Dopo il ritiro
Kopa fu iscritto in prima squadra per la stagione 1970-1971 dello Stade Reims soltanto per rientrare nella quota di 11 giocatori professionisti.
Poco prima del suo quarantaduesimo compleanno Kopa fu contattato da Just Fontaine, direttore sportivo del Paris Saint-Germain, per rinforzare la squadra che allora militava in seconda divisione. Kopa rifiutò l'invito ma partecipò a un'amichevole con la maglia parigina durante la quale realizzò una tripletta. Continuò a giocare a calcio amatoriale fino a 70 anni, età in cui dovette lasciare questa attività a seguito di una osteotomia alla gamba.

## Statistiche

### Presenze e reti nei club
| Stagione           | Club               | Campionato         | Campionato | Campionato | Coppe nazionali | Coppe nazionali | Coppe nazionali | Coppe continentali | Coppe continentali | Coppe continentali | Totale | Totale |
| Stagione           | Club               | Comp               | Pres       | Reti       | Comp            | Pres            | Reti            | Comp               | Pres               | Reti               | Pres   | Reti   |
| ------------------ | ------------------ | ------------------ | ---------- | ---------- | --------------- | --------------- | --------------- | ------------------ | ------------------ | ------------------ | ------ | ------ |
| 1949-1950          | Angers SCO         | D2                 | 30         | 7          | -               | -               | -               | -                  | -                  | -                  | 30     | 7      |
| 1950-1951          | Angers SCO         | D2                 | 30         | 8          | -               | -               | -               | -                  | -                  | -                  | 30     | 8      |
| Totale Angers SCO  | Totale Angers SCO  | Totale Angers SCO  | 60         | 15         |                 |                 |                 |                    |                    |                    | 60     | 15     |
| 1951-1952          | Stade Reims        | D1                 | 33         | 8          | -               | -               | -               | -                  | -                  | -                  | 33     | 8      |
| 1952-1953          | Stade Reims        | D1                 | 33         | 13         | CF              | 1               | 0               | -                  | -                  | -                  | 34     | 13     |
| 1953-1954          | Stade Reims        | D1                 | 31         | 11         | CF              | 4               | 2               | -                  | -                  | -                  | 35     | 13     |
| 1954-1955          | Stade Reims        | D1                 | 31         | 11         | CF              | 4               | 0+0             | -                  | -                  | -                  | 35     | 11     |
| 1955-1956          | Stade Reims        | D1                 | 30         | 5          | CF              | 5               | 4               | CC                 | 7                  | 0                  | 42     | 9      |
| 1956-1957          | Real Madrid        | PD                 | 22         | 6          | -               | -               | -               | CC                 | 8                  | 2                  | 30     | 8      |
| 1957-1958          | Real Madrid        | PD                 | 27         | 8          | -               | –               | –               | CC                 | 7                  | 3                  | 34     | 11     |
| 1958-1959          | Real Madrid        | PD                 | 30         | 10         | –               | –               | –               | CC                 | 7                  | 1                  | 37     | 11     |
| Totale Real Madrid | Totale Real Madrid | Totale Real Madrid | 79         | 24         |                 |                 |                 |                    | 22                 | 6                  | 101    | 30     |
| 1959-1960          | Stade Reims        | D1                 | 36         | 14         | CF              | 5               | 1               | -                  | -                  | -                  | 41     | 15     |
| 1960-1961          | Stade Reims        | D1                 | 30         | 5          | CF+SF           | 4+1             | 2+0             | CC                 | 1                  | 0                  | 36     | 7      |
| 1961-1962          | Stade Reims        | D1                 | 30         | 2          | CF              | 5               | 2               | -                  | -                  | -                  | 35     | 7      |
| 1962-1963          | Stade Reims        | D1                 | 34         | 1          | CF+SF           | 4+1             | 1+1             | CC                 | 4                  | 2                  | 43     | 5      |
| 1963-1964          | Stade Reims        | D1                 | 25         | 5          | CF              | 4               | 0               | -                  | -                  | -                  | 29     | 5      |
| 1964-1965          | Stade Reims        | D2                 | 29         | 3          | CF              | 2               | 0               | -                  | -                  | -                  | 31     | 3      |
| 1965-1966          | Stade Reims        | D2                 | 27         | 3          | CF              | 6               | 1               | -                  | -                  | -                  | 33     | 4      |
| 1966-1967          | Stade Reims        | D1                 | 33         | 3          | CF+SF           | 2+1             | 1+0             | -                  | -                  | -                  | 36     | 4      |
| Totale Stade Reims | Totale Stade Reims | Totale Stade Reims | 402        | 84         |                 | 49              | 15              |                    | 12                 | 2                  | 463    | 104    |
| Totale             | Totale             | Totale             | 541        | 123        |                 | 49              | 15              |                    | 27                 | 8                  | 617    | 149    |

### Cronologia presenze e reti in nazionale
| Cronologia completa delle presenze e delle reti in nazionale ― Francia | Cronologia completa delle presenze e delle reti in nazionale ― Francia | Cronologia completa delle presenze e delle reti in nazionale ― Francia | Cronologia completa delle presenze e delle reti in nazionale ― Francia | Cronologia completa delle presenze e delle reti in nazionale ― Francia | Cronologia completa delle presenze e delle reti in nazionale ― Francia | Cronologia completa delle presenze e delle reti in nazionale ― Francia | Cronologia completa delle presenze e delle reti in nazionale ― Francia |
| Data                                                                   | Città                                                                  | In casa                                                                | Risultato                                                              | Ospiti                                                                 | Competizione                                                           | Reti                                                                   | Note                                                                   |
| ---------------------------------------------------------------------- | ---------------------------------------------------------------------- | ---------------------------------------------------------------------- | ---------------------------------------------------------------------- | ---------------------------------------------------------------------- | ---------------------------------------------------------------------- | ---------------------------------------------------------------------- | ---------------------------------------------------------------------- |
| 5-10-1952                                                              | Colombes                                                               | Francia                                                                | 3 – 1                                                                  | Germania Ovest                                                         | Amichevole                                                             | -                                                                      |                                                                        |
| 19-10-1952                                                             | Vienna                                                                 | Austria                                                                | 1 – 2                                                                  | Francia                                                                | Amichevole                                                             | -                                                                      |                                                                        |
| 11-11-1952                                                             | Colombes                                                               | Francia                                                                | 3 – 1                                                                  | Irlanda del Nord                                                       | Amichevole                                                             | 2                                                                      |                                                                        |
| 16-11-1952                                                             | Dublino                                                                | Irlanda                                                                | 1 – 1                                                                  | Francia                                                                | Amichevole                                                             | -                                                                      |                                                                        |
| 25-12-1952                                                             | Colombes                                                               | Francia                                                                | 0 – 1                                                                  | Belgio                                                                 | Amichevole                                                             | -                                                                      |                                                                        |
| 14-5-1953                                                              | Colombes                                                               | Francia                                                                | 6 – 1                                                                  | Galles                                                                 | Amichevole                                                             | 2                                                                      |                                                                        |
| 11-6-1953                                                              | Solna                                                                  | Svezia                                                                 | 1 – 0                                                                  | Francia                                                                | Amichevole                                                             | -                                                                      |                                                                        |
| 20-9-1953                                                              | Lussemburgo                                                            | Lussemburgo                                                            | 1 – 6                                                                  | Francia                                                                | Qual. Mondiali 1954                                                    | 1                                                                      |                                                                        |
| 4-10-1953                                                              | Dublino                                                                | Irlanda                                                                | 3 – 5                                                                  | Francia                                                                | Qual. Mondiali 1954                                                    | -                                                                      |                                                                        |
| 18-10-1953                                                             | Zagabria                                                               | Jugoslavia                                                             | 3 – 1                                                                  | Francia                                                                | Amichevole                                                             | -                                                                      |                                                                        |
| 11-11-1953                                                             | Colombes                                                               | Francia                                                                | 2 – 4                                                                  | Svizzera                                                               | Amichevole                                                             | -                                                                      |                                                                        |
| 11-4-1954                                                              | Colombes                                                               | Francia                                                                | 1 – 3                                                                  | Italia                                                                 | Amichevole                                                             | -                                                                      |                                                                        |
| 30-5-1954                                                              | Bruxelles                                                              | Belgio                                                                 | 3 – 3                                                                  | Francia                                                                | Amichevole                                                             | 1                                                                      |                                                                        |
| 16-6-1954                                                              | Losanna                                                                | Jugoslavia                                                             | 1 – 0                                                                  | Francia                                                                | Mondiali 1954                                                          | -                                                                      |                                                                        |
| 19-6-1954                                                              | Ginevra                                                                | Francia                                                                | 3 – 2                                                                  | Messico                                                                | Mondiali 1954                                                          | 1                                                                      |                                                                        |
| 16-10-1954                                                             | Hannover                                                               | Germania Ovest                                                         | 1 – 3                                                                  | Francia                                                                | Amichevole                                                             | -                                                                      |                                                                        |
| 11-11-1954                                                             | Colombes                                                               | Francia                                                                | 2 – 2                                                                  | Belgio                                                                 | Amichevole                                                             | 2                                                                      |                                                                        |
| 17-4-1955                                                              | Madrid                                                                 | Spagna                                                                 | 1 – 2                                                                  | Francia                                                                | Amichevole                                                             | 1                                                                      |                                                                        |
| 15-5-1955                                                              | Colombes                                                               | Francia                                                                | 1 – 0                                                                  | Inghilterra                                                            | Amichevole                                                             | 1                                                                      |                                                                        |
| 9-10-1955                                                              | Basilea                                                                | Svizzera                                                               | 1 – 2                                                                  | Francia                                                                | Amichevole                                                             | 1                                                                      |                                                                        |
| 23-10-1955                                                             | Mosca                                                                  | Unione Sovietica                                                       | 2 – 2                                                                  | Francia                                                                | Amichevole                                                             | 1                                                                      |                                                                        |
| 11-11-1955                                                             | Colombes                                                               | Francia                                                                | 1 – 1                                                                  | Jugoslavia                                                             | Amichevole                                                             | -                                                                      |                                                                        |
| 25-12-1955                                                             | Bruxelles                                                              | Belgio                                                                 | 2 – 1                                                                  | Francia                                                                | Amichevole                                                             | -                                                                      |                                                                        |
| 15-2-1956                                                              | Bologna                                                                | Italia                                                                 | 2 – 0                                                                  | Francia                                                                | Amichevole                                                             | -                                                                      |                                                                        |
| 8-6-1958                                                               | Norrköping                                                             | Francia                                                                | 7 – 3                                                                  | Paraguay                                                               | Mondiali 1958                                                          | 1                                                                      |                                                                        |
| 11-6-1958                                                              | Västerås                                                               | Jugoslavia                                                             | 3 – 2                                                                  | Francia                                                                | Mondiali 1958                                                          | -                                                                      |                                                                        |
| 15-6-1958                                                              | Örebro                                                                 | Francia                                                                | 2 – 1                                                                  | Scozia                                                                 | Mondiali 1958                                                          | 1                                                                      |                                                                        |
| 19-6-1958                                                              | Norrköping                                                             | Francia                                                                | 4 – 0                                                                  | Irlanda del Nord                                                       | Mondiali 1958                                                          | -                                                                      |                                                                        |
| 24-6-1958                                                              | Solna                                                                  | Brasile                                                                | 5 – 2                                                                  | Francia                                                                | Mondiali 1958                                                          | -                                                                      |                                                                        |
| 28-6-1958                                                              | Göteborg                                                               | Francia                                                                | 6 – 3                                                                  | Germania Ovest                                                         | Mondiali 1958                                                          | 1                                                                      |                                                                        |
| 1-10-1958                                                              | Parigi                                                                 | Francia                                                                | 7 – 1                                                                  | Grecia                                                                 | Qual. Euro 1960                                                        | 1                                                                      |                                                                        |
| 11-10-1959                                                             | Sofia                                                                  | Bulgaria                                                               | 1 – 0                                                                  | Francia                                                                | Amichevole                                                             | -                                                                      |                                                                        |
| 11-11-1959                                                             | Colombes                                                               | Francia                                                                | 5 – 3                                                                  | Portogallo                                                             | Amichevole                                                             | -                                                                      |                                                                        |
| 13-12-1959                                                             | Colombes                                                               | Francia                                                                | 5 – 2                                                                  | Austria                                                                | Qual. Euro 1960                                                        | -                                                                      |                                                                        |
| 17-12-1959                                                             | Parigi                                                                 | Francia                                                                | 4 – 3                                                                  | Spagna                                                                 | Amichevole                                                             | -                                                                      |                                                                        |
| 28-2-1960                                                              | Bruxelles                                                              | Belgio                                                                 | 1 – 0                                                                  | Francia                                                                | Amichevole                                                             | -                                                                      |                                                                        |
| 27-3-1960                                                              | Vienna                                                                 | Austria                                                                | 2 – 4                                                                  | Francia                                                                | Qual. Euro 1960                                                        | 1                                                                      |                                                                        |
| 30-10-1960                                                             | Solna                                                                  | Svezia                                                                 | 1 – 0                                                                  | Francia                                                                | Amichevole                                                             | -                                                                      |                                                                        |
| 15-3-1961                                                              | Parigi                                                                 | Francia                                                                | 1 – 1                                                                  | Belgio                                                                 | Amichevole                                                             | -                                                                      |                                                                        |
| 2-4-1961                                                               | Madrid                                                                 | Spagna                                                                 | 2 – 0                                                                  | Francia                                                                | Amichevole                                                             | -                                                                      |                                                                        |
| 18-10-1961                                                             | Bruxelles                                                              | Belgio                                                                 | 3 – 0                                                                  | Francia                                                                | Amichevole                                                             | -                                                                      |                                                                        |
| 11-4-1962                                                              | Parigi                                                                 | Francia                                                                | 1 – 3                                                                  | Polonia                                                                | Amichevole                                                             | -                                                                      |                                                                        |
| 5-5-1962                                                               | Firenze                                                                | Italia                                                                 | 2 – 1                                                                  | Francia                                                                | Amichevole                                                             | -                                                                      |                                                                        |
| 3-10-1962                                                              | Sheffield                                                              | Inghilterra                                                            | 1 – 1                                                                  | Francia                                                                | Qual. Euro 1964                                                        | -                                                                      |                                                                        |
| 11-11-1962                                                             | Colombes                                                               | Francia                                                                | 2 – 3                                                                  | Ungheria                                                               | Amichevole                                                             | -                                                                      |                                                                        |
| Totale                                                                 |                                                                        | Presenze                                                               | 45                                                                     |                                                                        | Reti                                                                   | 18                                                                     |                                                                        |

## Palmarès

### Club

#### Competizioni nazionali
- Campionato francese: 4

Stade Reims: 1952-1953, 1954-1955, 1959-1960, 1961-1962
- Campionato spagnolo: 2

Real Madrid: 1956-1957, 1957-1958
- Supercoppa francese: 1

Stade Reims: 1966

#### Competizioni internazionali
- Coppa Latina: 2

Stade Reims: 1953
Real Madrid: 1957
- Coppa dei Campioni: 3

Real Madrid: 1956-1957, 1957-1958, 1958-1959

### Individuale
- Pallone d'oro: 1

1958
- Calciatore francese dell'anno: 1

1960
- Inserito nelle "Leggende del calcio" del Golden Foot (2006)
- UEFA President's Award (2010)
- Candidato al Dream Team del Pallone d'oro (2020)